# Simon Karl Johansson
Simon Karl Johansson (24 febbraio 1989) è un giocatore di calcio a 5 e calciatore norvegese, difensore dell'Utleira e centrocampista dello NTNUI.

## Carriera
Attivo sia nel calcio che nel futsal, come permesso dai regolamenti norvegesi, Johansson ha iniziato la carriera calcistica con la maglia del Selbak. È rimasto in squadra fino al 2012, per passare l'anno seguente allo NTNUI.
Dal 2015, Johansson ha cominciato a giocare anche nell'Utleira, compagine di calcio a 5 all'epoca militante in 1. divisjon. Nella stagione 2016-2017, l'Utleira ha conquistato la promozione in Eliteserien.
Il 30 gennaio 2019, Johansson ha giocato la prima partita per la Norvegia, in occasione della vittoria per 3-5 contro Andorra. Il 25 settembre successivo è arrivata la prima rete, nella vittoria per 0-5 contro la Groenlandia.
Ha contribuito alla vittoria finale del campionato 2019-2020 da parte dell'Utleira.